# Kristrún Frostadóttir
Kristrún Mjöll Frostadóttir (Reykjavík, 12 mei 1988) is een IJslandse politica en econome die sinds december 2024 premier van IJsland is. Ze is daarnaast de huidige leider van de Sociaaldemocratische Alliantie (Samfylkingin).

## Jeugd
Kristrún werd op 12 mei 1988 geboren in Reykjavík (IJsland) als jongste dochter van Frosti Fífill Jóhannsson (1952) en Steinunn Guðný H. Jónsdóttir (1956). Ze heeft een oudere broer en zus. Haar vader werkte als etnograaf bij het Nationaal Museum. Haar moeder was huisarts. Kristrún groeide op in de wijk Fossvogur in Reykjavik. Het gezin woonde daarnaast een jaar in Manchester (Verenigd-Koninkrijk). Als jongere was ze niet politiek actief, maar volgens Kristrún heeft de sterke maatschappelijke betrokkenheid van haar ouders haar wel beïnvloed.

## Opleiding
Van 2004 tot 2008 ging Kristrún naar de middelbare school in Reykjavik. Ze rondde in 2011 haar bachelor-opleiding Economie aan de Universiteit van IJsland (Háskóli Íslands) af. Dankzij beurzenprogramma’s kreeg ze de kans om in het buitenland te studeren. Van 2011 tot 2014 volgde ze een master-opleiding Economie aan de Universiteit van Boston (Verenigde Staten). Vervolgens deed ze in 2016 de masterstudie Internationale Studies, met het accent op economisch beleid en internationale financiën, van het Jackson Institute aan de Yale-Universiteit (Verenigde Staten).

## Carrière
Tijdens en na haar studie vervulde Kristrún verschillende functies: 
- 2009–2010:  Tijdens haar studie economie werkte ze op het gouverneurskantoor als assistent van de adjunct-directeur, directeur en gouverneur.
- 2011–2012:  Ze deed onderzoek als economisch analiste van de Arion Bank.
- 2013–2014:  Kristrún zette zich in als journalist voor de zakenkrant Icelandic Financial News (Viðskiptablaðið).
- 2014:  In de werkgroep Monetaire Hervorming van het kantoor van de premier vervulde ze de rol van hoofdeconoom.
- 2015:   Een jaar lang werkte Kristrún als onderzoeker voor het Team Vermogensbeheer van zakenbank Morgan Stanley in New York.  Ze voerde er analyses uit voor Amerikaanse vermogensbeheerders en energiebedrijven.
- 2016–2017:  Het jaar erna was ze actief als analiste bij het Europees Internet Team van Morgan Stanley in Londen. Ze richtte zich hier vooral op Europese e-commerciebedrijven.
- 2017:  Als hoofdeconoom deed ze korte tijd beleidsonderzoek voor de IJslandse Kamer van Koophandel. Zij gaf mede vorm aan het beleid van de organisatie.
- 2017–2018:  Ze was voorzitter van de Landbouwprijscommissie van het Ministerie van Industrie en Innovatie en nam deel aan overheidswerkzaamheden op het gebied van toerismebeleid.
- 2018–2020:  Aan de Faculteit Economie van de Universiteit van IJsland (Háskóli Íslands) doceerde ze als buitengewoon hoogleraar economisch beleid.
- 2018–2021:  In de drie jaar voorafgaand aan haar kandidatuur voor het parlement was ze hoofdeconoom bij Kvika Bank, een gespecialiseerde IJslandse bank die zich richt op vermogensbeheer en beleggingsdiensten. Kristrún voerde macro-economische analyses voor de bank uit en adviseerde klanten over economische en beleidskwesties. Ze was tevens woordvoerder van de bank wanneer het ging over financiële markten en economie.[1][4][5][6]

Kristrún heeft zich in nationale media en beleidskringen regelmatig actief uitgesproken over macro-economische en economische beleidskwesties van IJsland.

### Politiek
In 2021 meldde Kristrún zich aan voor de kieslijst van de centrumlinkse Sociaaldemocratische Alliantie (Samfylkingin) van het zuidelijk kiesdistrict van Reykjavík. Ze deed dit, omdat ze haar kennis in wilde zetten voor een goed debat over economische kwesties. Met de Sociaaldemocratische Alliantie wilde ze een leidende rol spelen in een eerlijke discussie over wat een verantwoord economisch beleid inhoudt. Bij de parlementsverkiezingen van 2021 werd ze gekozen tot lid van het IJslandse parlement (Althingi). Ze richtte zich in het parlement op het Noordse welzijnsmodel en pakte de kosten van levensonderhoud aan. Haar leiderschap heeft de partij nieuw leven ingeblazen, wat leidde tot aanzienlijke regionale winsten bij recente verkiezingen.
Het jaar erna, in 2022, werd ze tot voorzitter van de Sociaaldemocratische Alliantie gekozen. Zij was de enige kandidaat en kreeg 94,59% van de uitgebrachte stemmen. Ze volgde Logi Einarsson op, die sinds oktober 2016 voorzitter van de partij was. Als voorzitter wilde ze meer solidariteit en empathie in de politiek creëren en een positieve politiek voeren met speciale aandacht voor huisvesting, gezondheidszorg, transport, goede banen en het welzijn van mensen.
Als parlementslid nam ze deel aan verschillende commissies:
- 2021–2023:  Lid van de Begrotingscommissie
- 2021–2023:  Lid van de IJslandse afdeling van de West-Noordse Raad
- 2023–2024:  Lid van de Begrotingscommissie
- 2023:  Lid van de Commissie Economische Zaken en Handel [7][6]

Op 21 december 2024 werd Kristrún op 36-jarige leeftijd de jongste premier in de geschiedenis van IJsland. Ze is daarnaast de jongst zittende premier ter wereld. De partij kreeg 20.8% van de stemmen en daarmee 15 van de 63 zetels in het parlement. Tijdens haar ambtstermijn wil Kristrún de hoge inflatie en rentetarieven verlagen, administratiekosten verminderen door het aantal ministeries te verkleinen en een referendum over EU-lidmaatschap van IJsland organiseren. Ze vormde samen met de vrouwelijke partijleiders Katrín Gunnarsdóttir van de Liberale Hervormingspartij (Viðreisn) en Inga Sæland van de Volkspartij (Flokkur fólksins) een centrumcoalitie, die in totaal 36 parlementszetels bekleedt. De coalitie wordt vanwege het vrouwelijke leiderschap informeel 'Valkyrie' genoemd; een verwijzing naar de IJslandse folklore. Daarnaast zijn voor het eerst zowel de IJslandse premier als de IJslandse president, Halla Tomasdottir, vrouw.

## Privéleven
Kristrún is getrouwd met Einar Bergur Ingvarsson (1983). Het stel ontmoette elkaar toen Kristrún kort daarvoor aan haar universitaire studie in IJsland was begonnen. Samen trokken ze naar de Verenigde Staten om te studeren en werken.
Kristrúns man is werkzaam als bedrijfsanalist. Hun twee dochters werden geboren in 2019 en 2023. Ten tijde van Kristrúns premierschap wonen ze in de wijk Háaleitishverfi in Reykjavik.